# Ergocarpon cryptanthum
Ergocarpon cryptanthum là một loài thực vật có hoa trong họ Hoa tán. Loài này được (Rech.f.) C.C.Towns. mô tả khoa học đầu tiên năm 1964.